# Završe pri Dobjem
Završe pri Dobjem je naselje v Občini Dobje.